# Bono verde

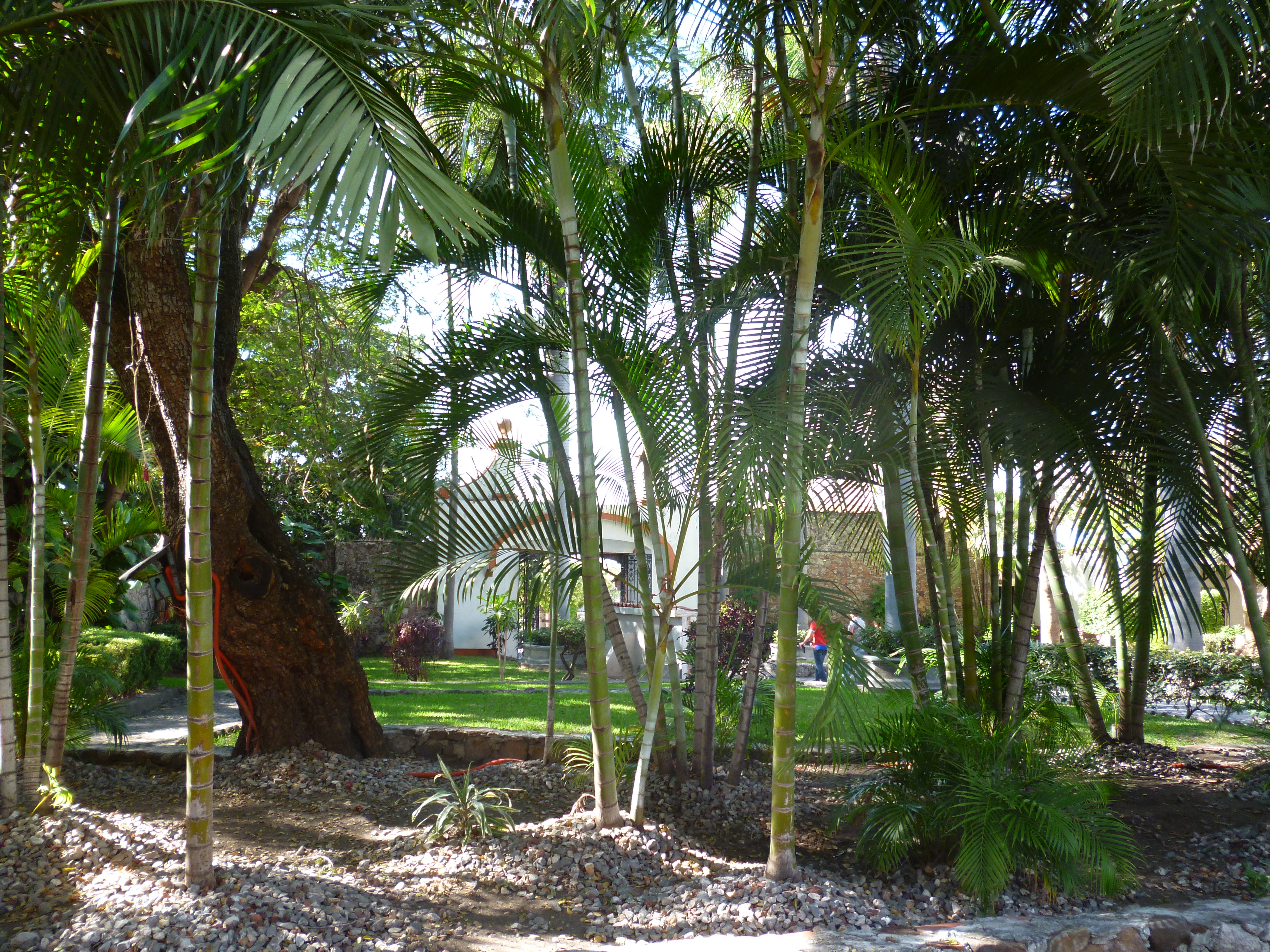
Áreas verdes para contribuir con el medio ambiente

Los bonos verdes son títulos de crédito emitidos por instituciones públicas o privadas con el objetivo de financiar proyectos que promuevan la sostenibilidad ambiental. Estos instrumentos financieros, considerados activos líquidos y de ingreso fijo, buscan atraer a inversionistas interesados en apoyar iniciativas verdes y, al mismo tiempo, ofrecer rendimientos competitivos.
El mercado de bonos verdes ha experimentado un crecimiento significativo en los últimos años, transformando la manera en que se invierte y las expectativas sobre el retorno de la inversión. Instituciones como el Banco Mundial y la Corporación Financiera Internacional (CFI) han desempeñado un papel clave en la promoción de este tipo de instrumentos, al facilitar el desarrollo de mercados orientados a la sostenibilidad y ofrecer opciones de inversión con liquidez y rendimientos estables.
En América Latina, el Banco Interamericano de Desarrollo (BID) trabaja en colaboración con bancos nacionales de desarrollo, agencias gubernamentales y organismos reguladores para fomentar la creación de mercados de bonos verdes. Actualmente, se implementan proyectos en países como Perú, Colombia, Argentina, Brasil, México y Ecuador. El BID brinda asistencia técnica a lo largo de todo el proceso de estructuración y emisión de estos instrumentos financieros.

## Historia
El mercado de bonos verdes se inició en julio de 2007 con la emisión de los primeros bonos de este tipo por parte del Banco Europeo de Inversiones (BEI). En 2008, el Banco Mundial lanzó su primera emisión de bonos verdes destinada a inversionistas institucionales tradicionales. Durante sus primeros años, la mayoría de estos bonos fueron emitidos por bancos multilaterales de desarrollo, como el Banco Mundial, el Banco Interamericano de Desarrollo (BID) y la Corporación Financiera Internacional (CFI), con el objetivo de financiar proyectos que no tuvieran un impacto negativo en el medio ambiente ni en el clima.
Entre los proyectos financiados en los primeros años destacan:
- Ampliación del suministro de energía solar en zonas rurales de Perú.
- Desarrollo de fuentes de energía renovable a gran escala en México.
- Mejora de la eficiencia en sistemas de riego en Túnez.
- Promoción del transporte urbano limpio en Colombia.

El interés inicial de los inversionistas se debió a la combinación de ingresos fijos y sostenibilidad ambiental. Con el tiempo, más inversionistas institucionales, como fondos de pensiones, incluyeron bonos verdes en sus carteras. Estos bonos cuentan con calificaciones de crédito 'AAA', otorgadas por el Banco Mundial y la CFI, lo que refuerza su atractivo como una inversión segura.

La degradación ambiental, la pobreza y los efectos del cambio climático amenazan el bienestar y la estabilidad de los países, las comunidades, los recursos y las empresas. Los inversionistas reconocen cada vez más las amenazas que estas fuerzas crean para el valor financiero a largo plazo y las están teniendo en cuenta cada vez más en sus opciones de inversión.
Laura Tlaiye, asesora de sostenibilidad en el Banco Mundial

En Estados Unidos, por ejemplo, el gobierno de Massachusetts emitió bonos verdes que atrajeron a más de 1,000 inversionistas individuales interesados en apoyar proyectos sostenibles en el estado.
De 2008 a 2015, el Banco Mundial emitió bonos verdes por un total de más de 6,000 millones de dólares en 65 transacciones realizadas en 17 monedas diferentes.

Los bonos verdes han abierto un nuevo flujo de financiamiento que será esencial para enfrentar el cambio climático. Están proporcionando oportunidades de inversiones ecológicas a un grupo de inversionistas cada vez más amplio, incluyendo a aquellos que desean desprenderse de las carteras de proyectos que tienen un uso intensivo de combustibles fósiles y diversificarse, y los bonos verdes han demostrado que existe una corriente de capital de inversionistas para activos ecológicos.
Rachel Kyte, vicepresidenta del Grupo Banco Mundial y enviada especial contra el cambio climático hasta 2015

En 2013 se emitieron bonos verdes por un valor estimado de 11.000 millones de dólares. El presidente del Banco Mundial, Jim Yong Kim, proyectó que esta cifra se duplicaría antes de finalizar el año 2015. Efectivamente, en 2015 se emitieron bonos verdes por 41.800 millones de dólares.
En 2014, un grupo de 13 bancos comerciales y de inversión introdujo un conjunto de principios voluntarios para los bonos verdes. Estos Principios para los bonos verdes, actualizados por la Asociación Internacional de Mercados de Capitales (ICMA) en junio de 2021, establecen recomendaciones para el diseño, divulgación, gestión y reporte de información sobre estos activos. Su objetivo es proporcionar mayor claridad y transparencia tanto para emisores como para inversionistas.
En 2016, la cifra ascendió a 81.000 millones de dólares, mientras que en 2017 llegó a 155.500 millones de dólares. En 2018, la emisión de bonos verdes alcanzó los 183.000 millones de dólares, y al cierre de 2021, se situó en los 452.200 millones de dólares, lo que representa un aumento del 52,2% en comparación con 2020.
A junio de 2021, y según datos de Climate Bond Initiative, la emisión acumulada de bonos verdes en América Latina alcanzó un volumen de 30.200 millones de dólares.

## Tipos de bonos verdes
Las finanzas verdes han impulsado el desarrollo de diversos tipos de bonos verdes, diseñados para cumplir con objetivos específicos de sostenibilidad y estructuración financiera. Estas categorías permiten a emisores e inversores alinear sus metas ambientales de manera más efectiva.
Bono verde de uso de fondos: Es el tipo más común, donde los recursos obtenidos se destinan a proyectos verdes, aunque el respaldo financiero proviene de todo el balance del emisor, ofreciendo a los inversores acceso a todos los activos del emisor.
Bono de ingresos verdes: Los recursos se invierten en proyectos verdes, y los pagos a los inversores se realizan exclusivamente con los ingresos generados por dichas iniciativas, como instalaciones de energía renovable o infraestructuras sostenibles.
Bono de proyecto verde: Los fondos se destinan directamente a un proyecto específico, y los reembolsos provienen de los ingresos generados por dicho proyecto, lo que vincula a los inversores con el desempeño del mismo.
Bono verde titulizado: Agrupa múltiples proyectos verdes y emite bonos respaldados por los flujos de ingresos combinados, como ocurre con un conjunto de proyectos solares que generan ingresos para reembolsar a los inversores.

## Proyectos relacionados
Dos ramas del Grupo Banco Mundial han sido fundamentales para el desarrollo mundial del mercado de bonos verdes: el Banco Internacional de Reconstrucción y Fomento (BIRF) y la Corporación Financiera Internacional (CFI). Existen miles de proyectos relacionados y financiados con los bonos verdes, pero los principales son estos:
- Túnez: Los recursos captados por la emisión de bonos verdes se utilizan para mejorar la eficiencia en el riego y suministro de agua fiable en zonas rurales.[20]
- China: Los recursos captados se utilizan para reducir la vulnerabilidad de las comunidades que habitan en China ante los desastres naturales, implementando sistemas de control y alertas de inundaciones.[20]
- México y Colombia: Se implementan sistemas de transporte público "limpio", mediante energías renovables, buscando aumentar la eficiencia energética.[20]
- Sudáfrica: Se diversifica la generación de electricidad, mediante energía a carbón, uso de espejos que reflejan y concentran los rayos del sol.[20]
- Armenia: Se apoya a un banco para solventar y poder otorgar préstamos para viviendas que implementen recursos para una eficiencia energética.[20]
- Chiapas, México: Implementación de sistemas de riego mediante bombeo tradicional con energía generada a través de paneles fotovoltaicos.[20][21]
- México es considerado como pieza clave dentro del conocido Cinturón Solar, ya que es uno de los principales países con alto potencial solar que, si se explotara podría generar una gran cantidad de energía para autoabastecerse o ser exportado. El 90% del territorio mexicano tiene al día una irradiación solar de entre 5 y 6 kWh por m² de territorio. Además de ser uno de los países principales que manufacturan paneles fotovoltaicos en Latinoamérica.[20][21] En Baja California (BJCS y BJCN) existen muchos parques eólicos, con potencial de generar entre 4 y 8 gigawatios (GW) de electricidad.[11][21]

## Últimos bonos emitidos por los bancos de desarrollo
El bono verde más reciente emitido por el Banco Mundial es el Bono Verde de Referencia, y a la fecha el mayor en dólares estadounidenses. Este bono refleja un gran crecimiento, y además innovación en un mercado que apoya el desarrollo para cuidar el medio ambiente, llegando a un grupo cada vez mayor de inversores que buscan poner su dinero en algo que tenga un impacto positivo. El Banco Mundial emite periódicamente estos bonos por miles de millones de dólares, los vende a bancos centrales y a grandes inversores institucionales y mantiene una calificación 'AAA'.
El objetivo principal de los bonos verdes es que los inversores privados financien la lucha contra el cambio climático. El número de inversores interesados ha aumentado con cada nueva emisión de bonos verdes. El bono verde con el plazo más largo (10 años), por un importe de 600 millones de $, ha sido emitido por el Banco Mundial y adquirido por 25 inversionistas. 

Los instrumentos verdes destacados de emisores triple A, como el Banco Mundial, aumentan aún más el atractivo del mercado de los bonos verdes, promoviendo la inversión en proyectos sostenibles que mitiguen los efectos del cambio climático con ganancias comercialmente interesantes.
Alex von zur Müehlen, tesorero del Grupo Deutsche Bank